# جنا استریت
جنا استریت (به انگلیسی: Jenna Street) (زادهٔ ۳ ژوئیهٔ ۱۹۸۲) شناگر اهل ایالات متحده آمریکا است.